# Cedarinia
Cedarinia is een geslacht van rechtvleugeligen uit de familie veldsprinkhanen (Acrididae). De wetenschappelijke naam van dit geslacht is voor het eerst geldig gepubliceerd in 1920 door Sjöstedt.

## Soorten
Het geslacht Cedarinia omvat de volgende soorten:
- Cedarinia corallipes Sjöstedt, 1921
- Cedarinia costata Sjöstedt, 1921
- Cedarinia fuscotibialis Sjöstedt, 1920
- Cedarinia limbatella Stål, 1878
- Cedarinia reticulata Stål, 1878
- Cedarinia vermiculata Stål, 1878